# 圣若望堂 (帕尔马)
圣若望堂（Monastero di San Giovanni Evangelista）是一座罗马天主教教堂，位于意大利帕尔马，其所在的建筑群还包括一个本笃会修道院。

## 历史
修道院和教堂工程开始于10世纪。1477年，整个建筑群毁于火灾。修道院教堂在1490年前后重建，由Bernardino Zaccagni设计于1510年。工程大约结束于1519年。最初的设计包括内部布满壁画，合同与年轻的科雷吉欧签订，他已经在另一座本笃会修道院工作。
科雷吉欧创作了五幅壁画。第一幅是《圣若望和鹰》（1520），其次是穹顶上的《基督升天》，第三件作品是拱顶的装饰，1586年因扩建唱经楼部分被毁，现在《圣母加冕》部分保存在帕尔马国家美术馆。第四幅在唱经楼的墙壁，在重建过程中被完全摧毁。

## 说明
教堂的大理石立面由西蒙那·莫斯基诺设计于1604年，巴洛克风格，完成于1607年。钟楼位于右侧，完成于1613年。高度75米，是该市最高的建筑。

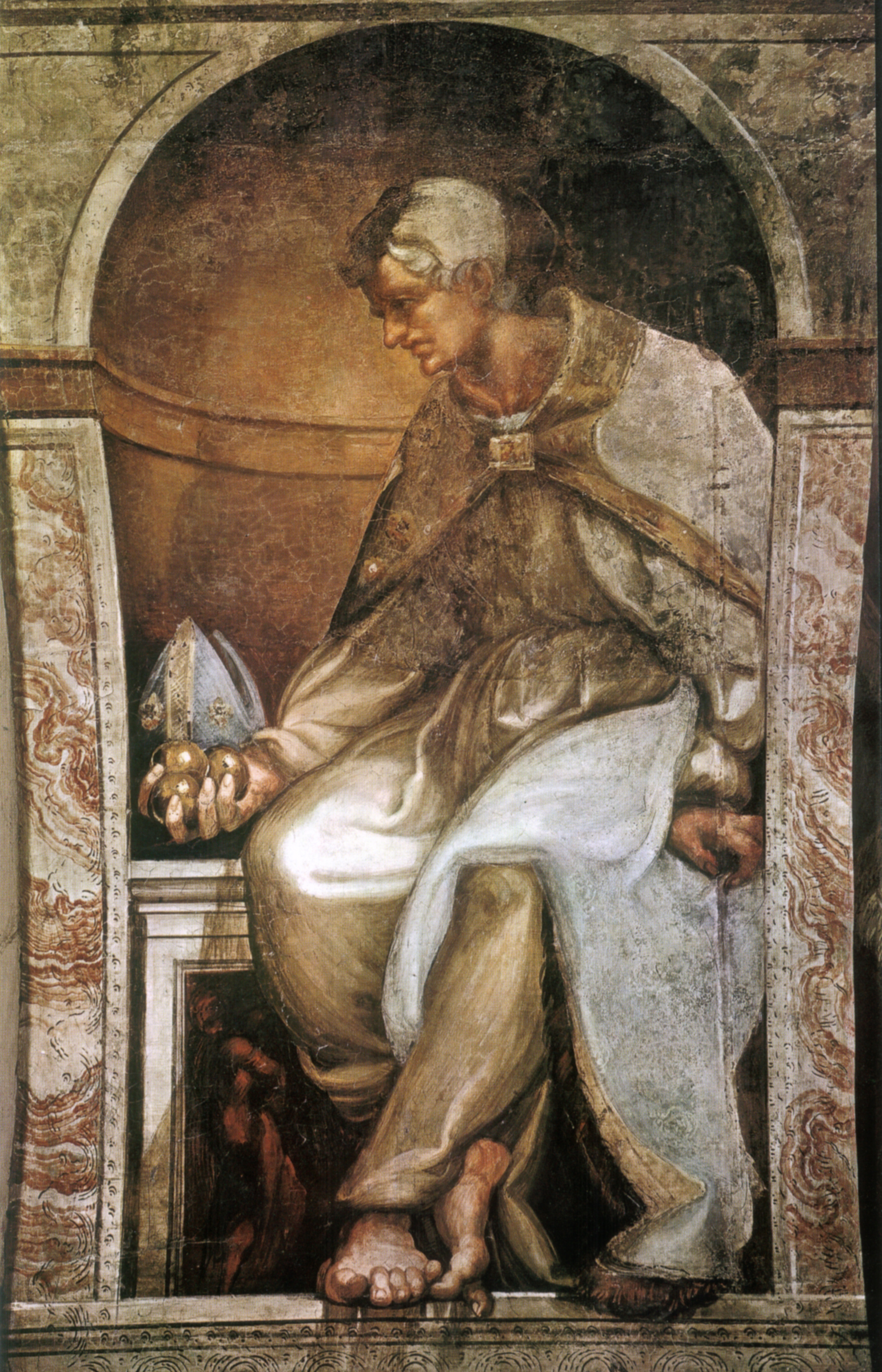
《圣尼各老》，安塞尔米

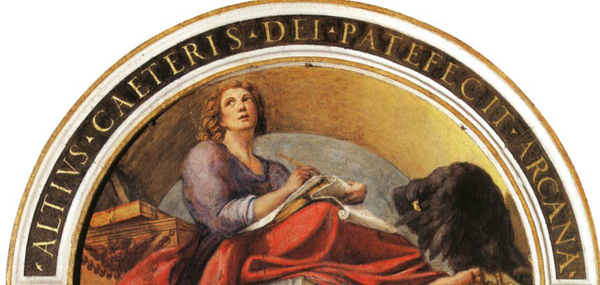
《圣若望和鹰》，科雷吉欧